# 為尊親王
為尊親王（ためたかしんのう、貞元2年（977年） - 長保4年6月13日（1002年7月25日））は、平安時代中期の皇族。冷泉天皇の第三皇子。三条天皇の同母弟。官位は二品・弾正尹。

## 経歴
円融朝の天元5年（982年）幼くして母・藤原超子を喪う。翌永観元年（983年）兄の居貞親王（のち三条天皇）とともに読書始を行い、左少弁・菅原資忠を博士として御註孝経を読んだ
一条朝の永延3年（989年）11月に外祖父に当たる摂政・藤原兼家の東三条院の南院の東対で元服し、理髪は参議・藤原佐理が、加冠は左大臣・源雅信が務める。同年12月に初めて参内し、四品に叙せられ帯剣を許された。正暦元年（990年）以降に弾正尹に任ぜられると、正暦4年（993年）正月に朝拝の威儀をつとめ二品に叙される。まもなく、大宰帥を兼ねるが、同年3月に弟の敦道親王が大宰帥に任ぜられていることから、この時に上野太守の兼官に遷ったか。
このころ、異母兄・花山上皇は藤原伊尹の娘・九の御方の元に通っていたが、上皇の寵愛が中務（上皇の乳母娘）に移る。ここで上皇の仲立ちによって、為尊は6歳年上の九の御方と結婚した。のち、和泉式部や新中納言とも恋愛関係にあったというが、為尊は常に九の御方とともに東院に居住しており、家庭を維持していたと想定される。しかしながら、九の御方との間には子女に恵まれなかったらしく、長保3年（1001年）には妻の甥にあたる参議・藤原行成の子息（藤原良経か）を養子としている。
長保3年（1001年）10月頃から病にあり、翌長保4年（1002年）に入ると病状は悪化、4月末には「甚だ不覚に御坐す」の状況となり、5月初旬には和気正世が腫物に針を刺したところ大量の膿汁がでた。6月5日に出家し、6月13日に薨去。享年26。伝染病が大流行していた平安京を毎日のように夜歩きしたために病を得たと噂されたという。

## 人物
同母弟の敦道親王とともに、少し軽薄な性格であったと評された。また、子どものころは非常に美しい容貌をしていたが、元服後は容姿が見劣りしてしまったという。

## 官歴
注記のないものは『日本紀略』による。
- 永延3年（989年） 11月21日：元服。12月2日：四品
- 時期不詳：弾正尹[13]
- 正暦4年（993年） 正月1日：二品[14]。日付不詳：兼大宰帥[15]
- 時期不詳：兼上野太守[15]
- 長保4年（1002年） 6月5日：出家[16]。6月13日：薨去（入道弾正尹二品）

## 系譜
- 父：冷泉天皇
- 母：藤原超子（藤原兼家の娘）
- 妻：藤原伊尹の九女